# Aupōuri Peninsula
Die Aupōuri Peninsula ist eine gut 80 km lange Halbinsel im Norden der Nordinsel von Neuseeland. Als geografischer Ort wird die Halbinsel offiziell so nicht bezeichnet. In der Literatur ist die Bezeichnung Aupōuri Peninsula allerdings zu finden und kann als Name für das Land des Māori-Stammes Te Aupōuri verstanden werden.

## Namensherkunft
Der Te Aupōuri-Stamm hatte früher einmal den Namen Ngāti Ruānui. Als der Stamm mit den Te Rarawa im Streit lag und belagert wurde, zündeten sie in der Nacht all' ihr Hab und Gut an und flüchteten im Schutz der Dunkelheit und des Rauches. Da au für gegenwärtig oder im Moment vorliegend steht und pōuri für Rauch oder Asche, wurde seit dieser Zeit der Stamm Te Aupōuri genannt und ihr Land ebenso.
In der Mythologie der Māori hat die Halbinsel aber noch eine weitere Bezeichnung und wird dort „Te Hiku-o-te-ika-a-Māui“ genannt, der Schwanz des Fisches von Māui.

## Geographie

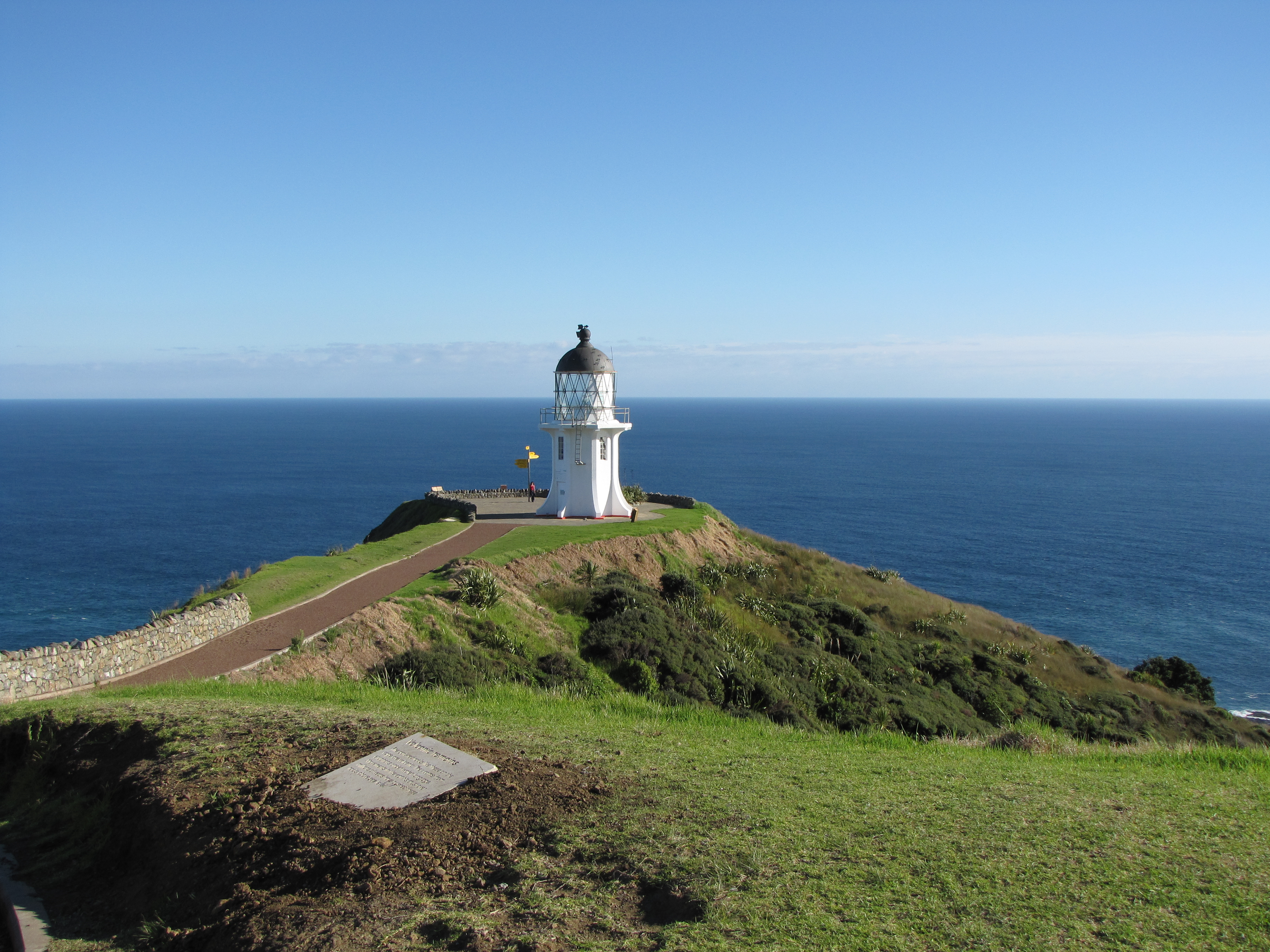
Cape Reinga / Te Rerenga Wairua mit dem Leuchtturm

Geografisch gesehen beginnt die Halbinsel per Definition an ihrer schmalsten Stelle. Dies wäre sie Stelle zwischen Paparore und Unahi am Rangaunu Harbour. In der Verlängerung nach Westen, misst der Isthmus dort knapp 7 km. An ihrer breitesten Stelle im Norden erstreckt sich die Halbinsel über knapp 30 km und bringt es auf eine Gesamtlänge von 82 km in nordwestliche Richtung bis zum Cape Reinga / Te Rerenga Wairua.
Umgeben wird die Halbinsel von der Tasmansee im Westen und dem Pazifischen Ozean im Norden und im Osten. Die Westküste ist von einem 96 km (60 Meilen) langen von der Shipwreck Bay im Süden bis zum Cape Maria van Diemen im Norden reichenden Sandstrand geprägt, der irreführender Weise Ninety Mile Beach genannt wird. Der nördliche Küstenabschnitt weist zwei große Buchen auf, die Spirits Bay (Piwhane) und die Tom Bowling Bay (Takapaukura), sowie zwei Kaps, Cape Reinga / Te Rerenga Wairua und North Cape (Otou). An der Ostküste erstrecken sich zwei große Buchten, die Great Exhibition Bay und die Rangaunu Bay. Außerdem besitzt die Ostküste drei Naturhäfen, den Pārengarenga Harbour im Norden, den Hauhora Harbour in der Mitte und den Rangaunu Harbour im Süden.
Als nördlichster Punkt des sogenannten „Mainland“ (Nord- und Südinsel zusammengenommen) werden die Surville Cliffs bezeichnet, die nordwestlich des North Cape liegen.

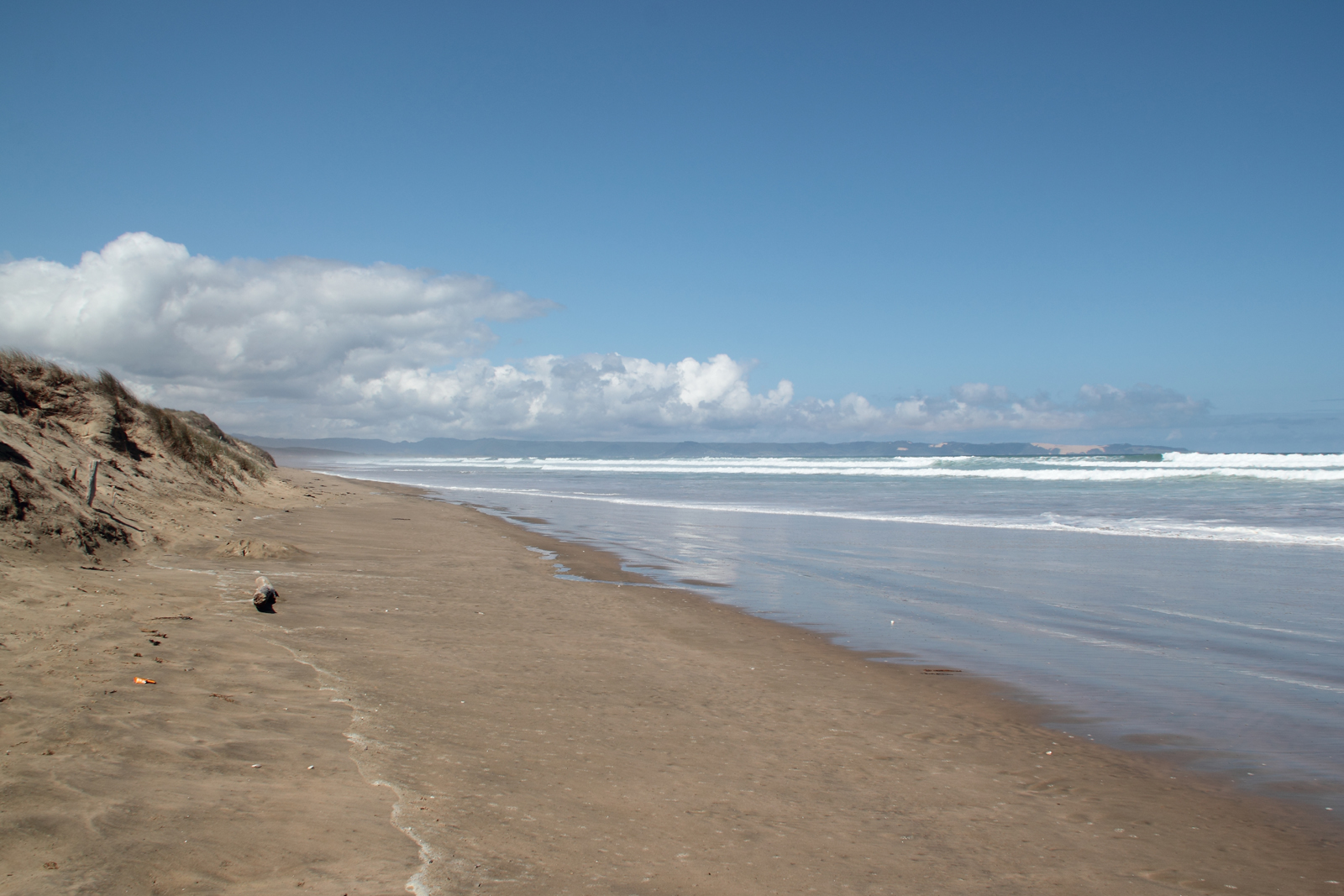
Ninety Mile Beach

Administrativ ist die Halbinsel dem Far North District der Region Northland zugeordnet. Mit schätzungsweise 1600 Einwohnern und einer geschätzten Gesamtfläche der Insel von ca. 950 km² ist die Insel mit 1,7 Einwohner pro km² äußerst dünn besiedelt.
Verkehrstechnisch erschlossen ist die Insel mit dem New Zealand State Highway 1, der bis zum Cape Reinga / Te Rerenga Wairua führt. Von ihm verzweigen vereinzelt Straßen mit Schotterbelag zur Ost- und zur Westküste ab.

## Wirtschaft
Die Bewohner der Halbinsel erzielen ihre Einkommen im Wesentlichen durch Rinder- und Schafzucht und durch Waldbewirtschaftung, vereinzelt wird auch Mais angebaut oder in der Gegend um Hauhora durch Fischfang Einkommen erzielt. An den wenigen touristischen Orten, wie den Te Paki Sand Dunes (Sanddünen) im Nordwesten der Insel oder um Pukenuki am Hauhora Harbour bietet der Tourismus auch bescheidene Einkommensmöglichkeiten.

## Sehenswürdigkeiten

### Cape Reinga / Te Rerenga Wairua
Der mit Abstand attraktivste Ort aus Sicht von Touristen ist Cape Reinga / Te Rerenga Wairua, mit seinem strahlend weißen, über 10 Meter hohen Leuchtturm, der auf einer 165 m hohen Klippe steht. Der Ort ist aber auch kulturhistorisch von Bedeutung. An dem Te Regengawairua, dort wo sich zwei Meere treffen, sollen entsprechend der Mythologie der Māori, die Seelen der Verstorbenen ihren letzten Weg ins Jenseits gehen. So ist dieser Ort den Māori heilig. Entsprechend werden Besucher auf die Besonderheiten des Ortes hingewiesen und eingestimmt.

### Te Paki Sanddünen

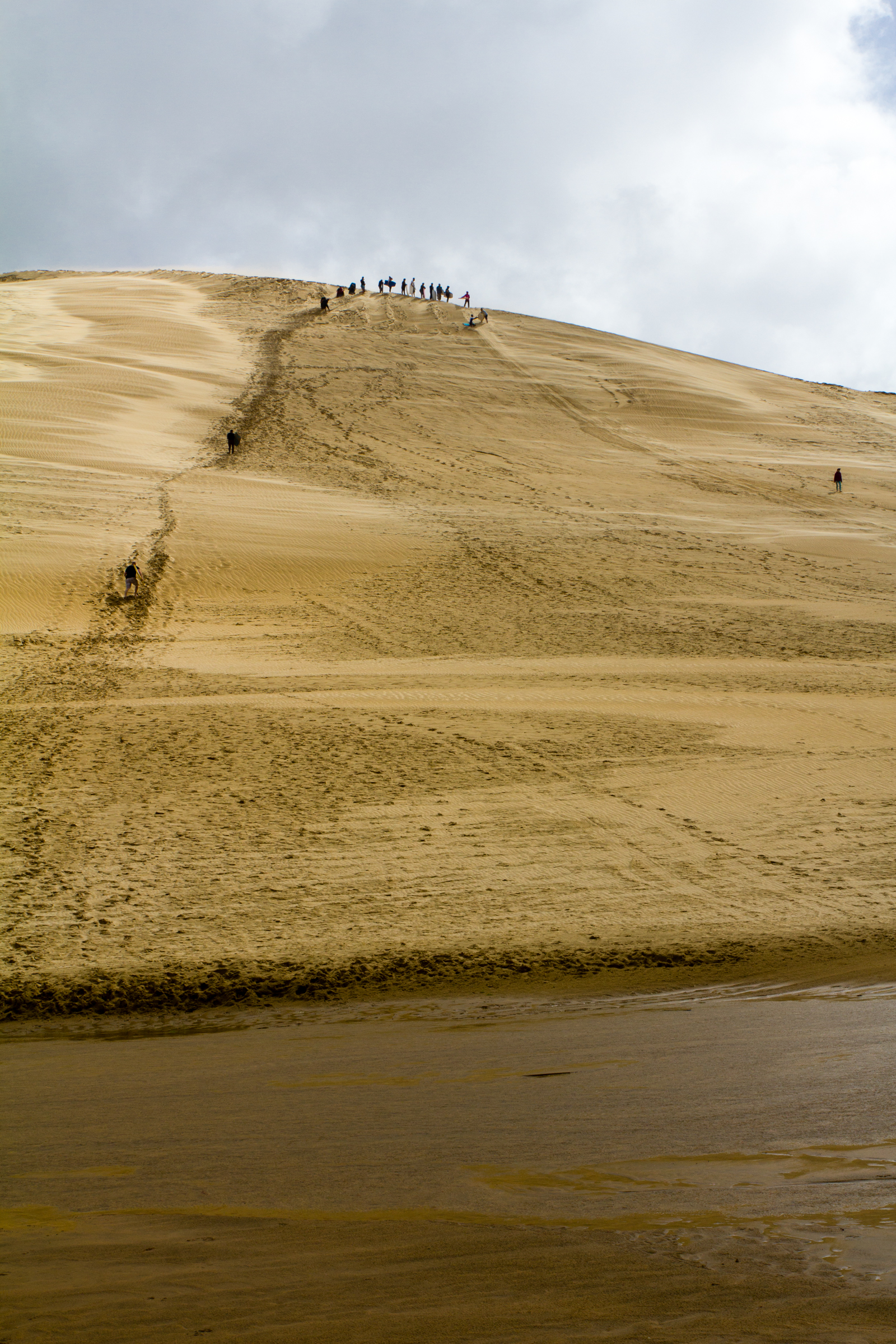
Te Paki Sand Dunes

Die bis zu 110 m hohen Sanddünen, die westliche Winde in Richtung Inland bei Te Paki aufgebaut haben, laden Abenteuerlustige zum Sandsurfen ein.

### Ninety Mile Beach
Der extrem lange Sandstrand an der Westküste wird gerne von Fahrern mit Offroad-Fahrzeugen oder speziell hergerichtete Touristenbussen der Länge nach befahren. Da dies nur bei Ebbe möglich ist, kommt es hin und wieder vor, dass Fahrer die Gezeiten falsch einschätzen und ihre Fahrzeuge dann Opfer der Flut werden.